# Екатерина Кастильская (герцогиня Вильена)
Екатерина Кастильская (Каталина; 1403 — 19 октября 1439) — герцогиня Вильена в своём праве; инфанта Арагона, графиня Альбуркерке и Ампурьяс по браку.

## Биография
Екатерина была вторым ребенком короля Кастилии Энрике III и Екатерины Ланкастерской. В 1418 году она вышла замуж за своего двоюродного брата инфанта Арагона Энрике. Брак был частью соглашения, по которому старший брат Энрике Альфонсо женился на старшей сестре Екатерины Марии и по которому сестра Энрике Мария вышла замуж за брата Екатерины, короля Кастилии Хуана II.
Инфанта была вынуждена последовать за своим мужем в изгнание после того, как он не смог отобрать власть у фаворита её брата Альваро де Луны в 1420 году. Они не получали всё её приданое вплоть до 1427 года. Приданое включало герцогство Вильена. Их брак был бездетным. Герцогиня Вильена умерла после выкидыша в 1439 году. После её смерти её брат конфисковал герцогство.